# 보로비요비 고리역
보로비요비 고리 역(러시아어: Воробьёвы го́ры)은 모스크바 지하철 소콜니체스카야 선의 역이다. 1959년 개장되었다가 인근 루즈니키 지하철교의 안전 문제로 1984년 폐쇄되었다. 이후 재보수를 거쳐 2002년 재개장하였다.

## 역사
보로비요비 고리 역은 1959년 12월 14일 건설되었다. 건설될 당시 보로비요비 역은 다리의 하단에 걸쳐 건설되었기 때문에 이는 가장 특이한 형태를 지니고 있었다. 건설 당시 역은 지상에서 15m 아래로 건설되어 다른 지하철 구간과 연결을 용이하도록 하였다.
보로비요비 고리 역이 있는 루즈니키 지하철교는 간단히 지하철교로 불리고 있다. 다리는 1958년에 건설되었으나 1984년 다리가 오래되어 부식되었다는 문제 제기로 한동안 수리에 들어갔다. 이 때문에 역은 한동안 닫아야 했으며, 지하철은 다른 노선으로 우회해 다니게 되었다. 다리 수리를 마친 후 보로비요비 고리 역은 2002년 12월 14일 다시 개장했으며, 대대적인 인테리어 교체를 통해 이미지를 개선했다.